# Antrobus (Cheshire)
Antrobus est une paroisse civile et un village du Cheshire, en Angleterre.